# 民族軍團國
民族軍團國（羅馬尼亞語：Statul Naşional Legionar）是指在第二次世界大戰期間由鐵衛團領導者揚·安東內斯庫將軍統治下的羅馬尼亞王國；民族軍團國自1940年9月14日成立到1941年2月14日正式解散。